# Lithobius buxtoni
Lithobius buxtoni är en mångfotingart som beskrevs av Henri W. Brölemann 1921. Lithobius buxtoni ingår i släktet Lithobius och familjen stenkrypare.
Artens utbredningsområde är Iran. Inga underarter finns listade i Catalogue of Life.